# Siedliska (województwo mazowieckie)
Siedliska – wieś sołecka w Polsce położona w województwie mazowieckim, w powiecie piaseczyńskim, w gminie Piaseczno.
W latach 1975–1998 miejscowość położona była w województwie warszawskim.